# Benzoil-CoA reduttasi
La benzoil-CoA reduttasi è un enzima appartenente alla classe delle ossidoreduttasi, che catalizza la seguente reazione:
benzoil-CoA + accettore ridotto + 2 ATP + 2 H2O ⇄ 1,5-cicloesadiene-1-carbonil-CoA + accettore + 2 ADP + 2 fosfato
È una proteina ferro-zolfo. Richiede per cofattori gli ioni Mg2+ o Mn2+. Metil viologen (commercialmente detto Paraquat) ridotto può agire come donatore di elettroni. È inattivo verso gli acidi aromatici che non sono esteri del CoA, tuttavia può anche catalizzare la reazione: ammoniaca + accettore + 2 ADP + 2 fosfati + H2O = idrossilamina + accettore ridotto + 2 ATP. In presenza di accettori ridotti, ma in assenza di substrati ossidabili, l'enzima catalizza l'idrolisi dell'ATP in ADP più fosfato inorganico.